# Сундиев, Иван Степанович
Иван Степанович Сундиев (23 февраля 1926, Сухая Падина, Минераловодский район, Юго-Восточная область, СССР — 13 сентября 2003, Кавалерово, Приморский край, Россия) — советский военнослужащий, красноармеец Рабоче-крестьянской Красной Армии, участник Великой Отечественной войны, Герой Советского Союза (1945).

## Биография
Иван Сундиев родился 23 февраля 1926 года на хуторе Сухая Падина (ныне — Минераловодский район Ставропольского края). После окончания семи классов школы работал в колхозе. В феврале 1944 года Сундиев был призван на службу в Рабоче-крестьянскую Красную Армию. С сентября того же года — на фронтах Великой Отечественной войны.
К январю 1945 года гвардии красноармеец Иван Сундиев был орудийным номером 178-го гвардейского стрелкового полка 58-й гвардейской стрелковой дивизии 5-й гвардейской армии 1-го Украинского фронта. Отличился во время освобождения Польши. В ночь с 23 на 24 января 1945 года расчёт Сундиева одним из первых переправился через Одер в районе местечка Дёберн (ныне — Добжень-Вельски к северо-западу от Ополе) и своим огнём поддержал действия пехоты на плацдарме. В бою Сундиев уничтожил немецкого пулемётчика и, захватив его пулемёт, вёл огонь по противнику.
Указом Президиума Верховного Совета СССР от 27 июня 1945 года гвардии красноармеец Иван Сундиев был удостоен высокого звания Героя Советского Союза с вручением ордена Ленина и медали «Золотая Звезда».
В 1946 году Сундиев был демобилизован. В 1948 году он окончил Ленинградский бумажный техникум, после чего проживал и работал сначала в Балахне, затем в посёлке Кавалерово Приморского края. 
Умер 13 сентября 2003 года.
Был также награждён орденом Отечественной войны I-й степени и рядом медалей.
Барельеф Сундиева установлен на Аллее Героев Минеральных Вод. Его именем названы школы в селах Сухая Падина и Новая Жизнь.